# Aukštojas
Aukštojas (aussi Aukštėjas, Aukštujis, Aukštėjo kalnas) est une colline de Lituanie, le point culminant du pays. Elle se situe à une altitude de 293,84 mètres dans l'apskritis de Vilnius à environ deux kilomètres au sud-ouest de Medininkai, 24 kilomètres de la capitale Vilnius et à quelques kilomètres seulement de la frontière biélorusse.
La partie supérieure est relativement plate. Un rocher marque le sommet. Un monument est situé quelques mètres à côté, ainsi qu'une tour d'observation en bois d'accès libre et d'une vingtaine de mètres de haut, qui ne dépasse pas la cime des pins avoisinants.
Jusqu'à une nouvelle mesure GPS de 2004, c'est la colline voisine de Juozapinės kalnas (292,7 m), 500 m plus à l'est, qui était considérée comme le point culminant du pays.
Les terres du sommet ne sont plus à vocation agricole mais d'utilisation touristique et culturelle.

## Toponymie
Dans la mythologie lituanienne, le nom désigne le dieu suprême, le créateur du monde. Libertas Klimka, professeur à l'Université pédagogique de Vilnius, a proposé son nom pour désigner le point culminant du pays et gagna ainsi un concours. La montagne reçut le 20 juin 2005 son nom lors d'une cérémonie officieuse. Le 18 novembre 2005, le parlement régional donna son accord.

## Ascension
La route asphaltée 5213 part du village de Medininkai en passant devant une église et un château, en direction du sud. Peu après la sortie du village, une route forestière très carrossable part sur la droite (direction ouest). La route passe devant le Juozapinės kalnas, où un court sentier de moins de 200 mètres est aménagé pour rejoindre une croix puis un totem ainsi qu'un gros caillou. La route passe ensuite devant une ferme. Depuis un petit parking, il est alors nécessaire de poursuivre à pied la route forestière sur 200 mètres, puis un large sentier de 200 mètres mène au sommet.